# Discinisca rikuzenensis
Discinisca rikuzenensis är en armfotingsart som först beskrevs av Kishio Hatai 1940.  Discinisca rikuzenensis ingår i släktet Discinisca och familjen Discinidae. Inga underarter finns listade i Catalogue of Life.